# 那阳社
那陽社（越南语：／），是越南谅山省的一個社。
那陽社位于珠江水系的淇穷江流域上游的那阳—禄平谷地间，总体地势西北低、东南高:158，该社北邻母山社，西邻祿平社、统一社，南接春陽社，东接屈舍社、利博社。在2025年改制前，镇域面积约11.15平方公里，2019年有人口8,369。当地煤炭资源丰富，并有运煤专线安那铁路连接该国的干线河同铁路:454。
那阳因为发展煤炭工业的需要而建立，1984年1月12日从祿平縣東關社、利博社、潺湲社三社各划出一部分土地建立那阳市镇。2025年6月，越南废除县级行政区划及市镇，那陽市镇因此改制为社。